# رود چلوند
رود چلوند نام یک رودخانه در جغرافیای منطقه آستارا که از کوه‌های غربی میاکومه، گونش، باباعلی و چهل چشمه سرچشمه گرفته و پس از طی مسافتی از روستا قدیمی و تاریخی چلوند و سیراب ساختن شالیزارهای برنج از شیلات چلوند گذشته و به دریای خزر می‌ریزد.
همه ساله از طرف شرکت شیلات ایران، جهت تکثیر ماهی از نژاد گوتوم در فصل بهار اقداماتی صورت می‌گیرد. در قدیم این رود را دو شاخه بوده، به علت خاکبرداری از بستر رودخانه و عمیق شدن یکی از شعبات شعبه شمالی خشک و تبدیل به رودخانه متروکه گشته و اکنون جهت آبرسانی به مزارع قابل استفاده است. رودخانه چلوند یکی از مهمترین رودهای گیلان در فصل تخم‌گذاری ماهیان استخوانی هست. در فصل بارندگی به دلیل پرآب بودن این رودخانه، خطر طغیان نیز هر از گاهی ساکنان اطراف رود را تهدید می‌کند.